# Feuerwehr in Belgien
Die Feuerwehr in Belgien (niederländisch: Brandweerdienst, französisch: Service d'Incendie) ist in Hilfeleistungszonen aufgeteilt, welche die Arbeit der Berufs- und freiwilligen Feuerwehrleute in Belgien organisieren.

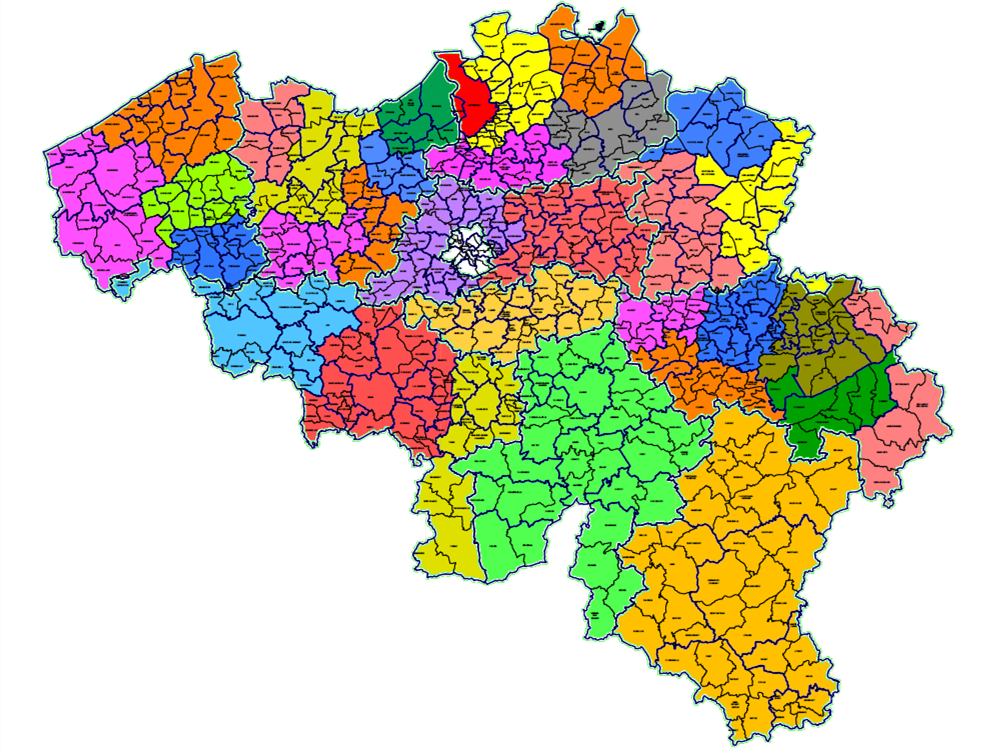
Hilfeleistungszonen der Feuerwehr in Belgien

## Allgemeines
In Belgien gibt 17.300 Berufs- und freiwillige Feuerwehrleute, die 34 sogenannten Hilfeleistungszonen und der Feuerwehr Brüssel zugeteilt sind. Davon sind  etwa 5.000 Berufsfeuerwehrleute (hauptsächlich in größeren Städten). Die Gesamtzahl an Stützpunkten in Belgien beträgt 270. Für Feuerwehreinsätze standen im gleichen Jahr nahezu 1.700 Löschfahrzeuge und 270 Drehleitern bzw. Teleskopmasten bereit.
Es werden fast alle Rettungsdienst-Einsätze in Belgien von Feuerwehrleuten durchgeführt, die ihre Ausbildung als Rettungsassistent erfolgreich abgeschlossen haben. In einigen Abteilungen sind die Feuerwehrleute verpflichtet, diese Ausbildung zu absolvieren oder sogar einen Lkw-Führerschein zu erwerben.
Belgien verwendet ein militärisches Rangsystem, das vom Feuerwehrmann bis zum Oberst reicht und sich an dem französischen Dienstgradsystem anlehnt.

## Ausbildung
Die Aus- und Fortbildung der Feuerwehr-Einsatzkräfte wird landesweit organisiert und durchgeführt. Um sich als Mitglied des freiwilligen Personals oder des Berufspersonals einer Hilfeleistungszone bewerben zu können oder um Mitglied des Berufspersonals des Zivilschutzes zu werden, müssen Bewerber den Föderalen Befähigungsnachweis (für den einfachen, mittleren oder höheren Dienst) erlangen. Adäquate Sprachkenntnisse in der Sprache der jeweiligen Hilfeleistungszone sind erforderlich.

## Gesetzliche Grundlage
Das Feuerwehrwesen in Belgien ist geregelt durch:
- Verwaltungsstatut der Feuerwehr:  Königlicher Erlass vom 19. April 2014 über das Verwaltungsstatut des Einsatzpersonals der Hilfeleistungszonen.[4]
- Besoldungsstatut der Feuerwehr: Königlicher Erlass vom 19. April 2014 zur Festlegung des Besoldungsstatuts des Einsatzpersonals der Hilfeleistungszonen.[5]

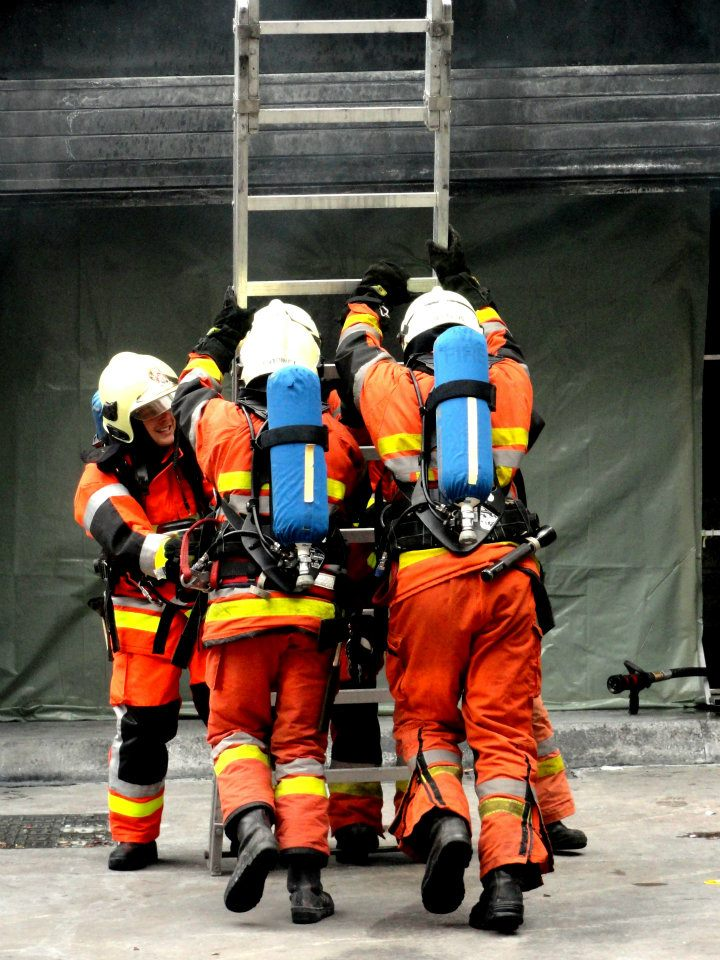
Feuerwehr in Brüssel

## Geschichte
Die Feuerwehr im damals französischen Brüssel wurde am 15. August 1800 vom Magistrat gegründet. Sie war die erste Berufsfeuerwehr im heutigen Belgien und umfasste 100 Mann. Im 19. Jahrhundert bildeten sich im ganzen Land insbesondere Freiwillige Feuerwehren auf Ebene der Gemeinden. Die Freiwilligen Feuerwehren der Region Brüssel wurden 1973 mit der Berufsfeuerwehr Brüssel zusammengeschlossen.
In Belgien werden die Feuerwehren immer noch hauptsächlich von der Gemeinde oder der lokalen Regierung finanziert. Seit dem 1. Januar 2015 ist jedoch eine Reform der Feuerwehren und des Zivilschutzes (niederländisch: Hervorming van de Civiele Veiligheid) abgeschlossen worden. Bei dieser wurden die Feuerwehren in 32 Hilfeleistungszonen (heute 34 und Hauptstadtregion)  zusammengefasst. Diese können als eine Körperschaft betrachtet werden, die teilweise selbständig ist, aber von der Regierung finanziert wird.
Diese Reform wurde nach der Gasexplosion von Ghislenghien im Jahr 2004 beschlossen, bei der sich herausstellte, dass Ausrüstung und Einsatzverfahren der Feuerwehren teilweise veraltet waren.

## Technik und Einsatztaktiken
Die belgischen Feuerwehrakademien haben damit begonnen, neuere Einsatztaktiken wie die schwedischen Techniken zur strukturellen Brandbekämpfung oder das RIT-Verfahren (Rapid Intervention Team) der USA zu übernehmen. Eine der ersten Maßnahmen der Reform war das SAH-Verfahren (niederländisch: Snelste Adequate Hulpverlening), das besagt, dass die Feuerwehr, die am schnellsten und mit der geeignetsten Ausrüstung (ein Fahrer, ein Einsatzleiter und vier Feuerwehrleute) am Einsatzort eintreffen kann, als erste ausrückt und den Einsatz abwickelt, bis die zuständige Abteilung eintrifft, unabhängig von den territorialen Grenzen.
Eine Ausnahme bei den belgischen Feuerwehren bildet die Feuerwehr der Region Brüssel-Hauptstadt. Da die Feuerwehr in der Brüsseler Regionalregierung ihre eigene Organisationseinheit innerhalb der Feuerwehren Belgiens bildet, gelten dort häufig andere Verfahren und Vorschriften. Ein Beispiel: In Brüssel sind die einfachen Feuerwehrleute mit orangefarbener Einsatzkleidung ausgestattet und die Einsatzleiter tragen braune Kleidung, während dies im übrigen Belgien umgekehrt ist.

## Feuerwehrorganisation
Die Direction générale Sécurité civile repräsentiert die belgischen Feuerwehren mit ihren über 17.000 Feuerwehrangehörigen im Weltfeuerwehrverband CTIF (Comité technique international de prévention et d’extinction du feu) seit dessen Gründung am 16. August 1900 in Paris.

## Dienstgrade
| Höhere Laufbahn   | Dienstgradabzeichen | Helmabzeichen |
| ----------------- | ------------------- | ------------- |
| Oberst            |                     |               |
| Major             |                     |               |
| Kapitän           |                     |               |
| Leutnant          |                     |               |
| Mittlere Laufbahn |                     |               |
| Adjutant          |                     |               |
| Sergeant          |                     |               |
| Basislaufbahn     |                     |               |
| Korporal          |                     |               |
| Feuerwehrmann     |                     |               |
| Quelle:           | [ 8 ]               | [ 8 ]         |